# Élections régionales de 1990 dans les Abruzzes
Les élections régionales de 1990 dans les Abruzzes (en italien : Elezioni regionali in Abruzzo del 1990) se tiennent le 6 mai 1990, afin d'élire le président de la junte régionale et les 39 conseillers de la Ve législature du conseil régional des Abruzzes pour un mandat de cinq ans.

## Contexte
À la suite du dernier scrutin régional, le démocrate-chrétien Emilio Mattucci est porté à la tête de la région, menant une coalition dite Pentapartito, composée de la DC, du PSI, du PSDI, du PRI, et du PLI. Ce gouvernement durera pendant toute la durée de la législature.

## Mode de scrutin

Région des Abruzzes.

Le conseil régional des Abruzzes (en italien : Consiglio Regionale dell'Abruzzo) est constitué de 40 conseillers élus pour cinq ans au scrutin proportionnel avec vote préférentiel et sans seuil électoral dans quatre circonscriptions plurinominales qui correspondent aux provinces.
Chaque électeur peut exprimer jusqu'à trois votes de préférence sur la liste à qui il accorde son suffrage. Les mandats sont ensuite répartis à la proportionnelle d'Hagenbach-Bischoff. Les sièges sont ensuite pourvus par les candidats comptant le plus grand nombre de voix préférentielles.
Les mandats qui n'ont pas été attribués à l'issue du premier décompte et les voix qui n'ont pas été utilisées sont rassemblés au niveau régional et distribués à la proportionnelle de Hare. Ils sont attribués, pour chaque parti, dans les provinces en fonction du ratio entre les votes restants et le total des suffrages exprimés.

### Répartition des sièges
| Provinces | Sièges | +/-           |  |
| Chieti    | 12     | 1             |  |
| L'Aquila  | 9      | 1             |  |
| Pescara   | 11     | en stagnation |  |
| Teramo    | 8      | en stagnation |  |
| Total     | 40     | en stagnation |  |

## Campagne

### Principales forces politiques
| Parti | Parti                                                                                     | Idéologie                                                       |
| ----- | ----------------------------------------------------------------------------------------- | --------------------------------------------------------------- |
|       | Démocratie chrétienne Democrazia Cristiana                                                | Centre Démocratie chrétienne, antifascisme, anticommunisme      |
|       | Parti communiste italien Partito Comunista Italiano                                       | Gauche Communisme, eurocommunisme, marxisme-léninisme           |
|       | Parti socialiste italien Partito Socialista Italiano                                      | Centre gauche Socialisme, social-démocratie, social-libéralisme |
|       | Mouvement social italien – Droite nationale Movimento Sociale Italiano - Destra Nazionale | Extrême droite Néofascisme, nationalisme, anticommunisme        |
|       | Parti social-démocrate italien Partito Socialista Democratico Italiano                    | Centre gauche Social-démocratie, socialisme                     |

## Résultats
|                        |                                                      |           |       |      |        |               |  |  |  |
| Parti                  | Parti                                                | Voix      | %     | +/-  | Sièges | +/-           |  |  |  |
|                        | Démocratie chrétienne (DC)                           | 395 036   | 46,65 | 2,37 | 20     | 1             |  |  |  |
|                        | Parti communiste italien (PCI)                       | 173 665   | 20,51 | 6,43 | 8      | 3             |  |  |  |
|                        | Parti socialiste italien (PSI)                       | 124 102   | 14,66 | 2,91 | 6      | 1             |  |  |  |
|                        | Mouvement social italien – Droite nationale (MSI-DN) | 31 776    | 3,75  | 2,43 | 1      | 1             |  |  |  |
|                        | Parti républicain italien (PRI)                      | 28 875    | 3,41  | 0,59 | 1      | en stagnation |  |  |  |
|                        | Parti social-démocrate italien (PSDI)                | 23 817    | 2,81  | 1,01 | 1      | en stagnation |  |  |  |
|                        | Parti libéral italien (PLI)                          | 19 333    | 2,28  | 0,68 | 1      | en stagnation |  |  |  |
|                        | Liste verte (LV)                                     | 17 622    | 2,08  | 0,88 | 1      | 1             |  |  |  |
|                        | Anti-prohibitionnistes des drogues (AsD)             | 15 396    | 1,82  | Nv.  | 1      | 1             |  |  |  |
|                        | Les Verts Arc-en-ciel (VA)                           | 7 682     | 0,91  | Nv.  | 0      | en stagnation |  |  |  |
|                        | Démocratie prolétarienne (DP)                        | 5 948     | 0,70  | 0,08 | 0      | en stagnation |  |  |  |
|                        | Autres                                               | 3 548     | 0,42  | -    | 0      | -             |  |  |  |
|                        |                                                      |           |       |      |        |               |  |  |  |
| Votes valides          | Votes valides                                        | 846 800   | 93,25 |      |        |               |  |  |  |
| Votes blancs et nuls   | Votes blancs et nuls                                 | 61 323    | 6,75  |      |        |               |  |  |  |
| Total                  | Total                                                | 908 123   | 100   | -    | 40     | en stagnation |  |  |  |
| Abstentions            | Abstentions                                          | 191 492   | 17,41 |      |        |               |  |  |  |
| Inscrits/Participation | Inscrits/Participation                               | 1 099 615 | 82,59 |      |        |               |  |  |  |

## Conséquences
Emilio Mattucci cède sa place à son collègue chrétien-démocrate Rocco Salini, à la tête d'une coalition DC-PSI-PSDI-PLI. Il doit cependant démissionner en 1992, après avoir été condamné à la prison, pour un crime appelé falso ideologico. Vincenzo Del Colle (aussi de la DC) lui succède et conserve la coalition de son prédécesseur jusqu'à la fin de la législature.